# گلوستر گرب
گلوستر گرب (به انگلیسی: Gloster_Grebe) یک هواگرد ملخ‌پیشین تک‌موتوره از نوع جنگنده ساخت شرکت Gloster Aircraft Company است. هواگرد گلوستر گرب نخستین پروازش را در ۱۹۲۳ میلادی انجام داد. این هواگرد در سال ۱۹۲۳ میلادی رسماً معرفی گردید. در مجموع، تعداد ۱۳۳ فروند از این هواگرد ساخته شده‌است.
طراح این هواگرد، Henry Folland بود.